# 北外滩滨江绿地

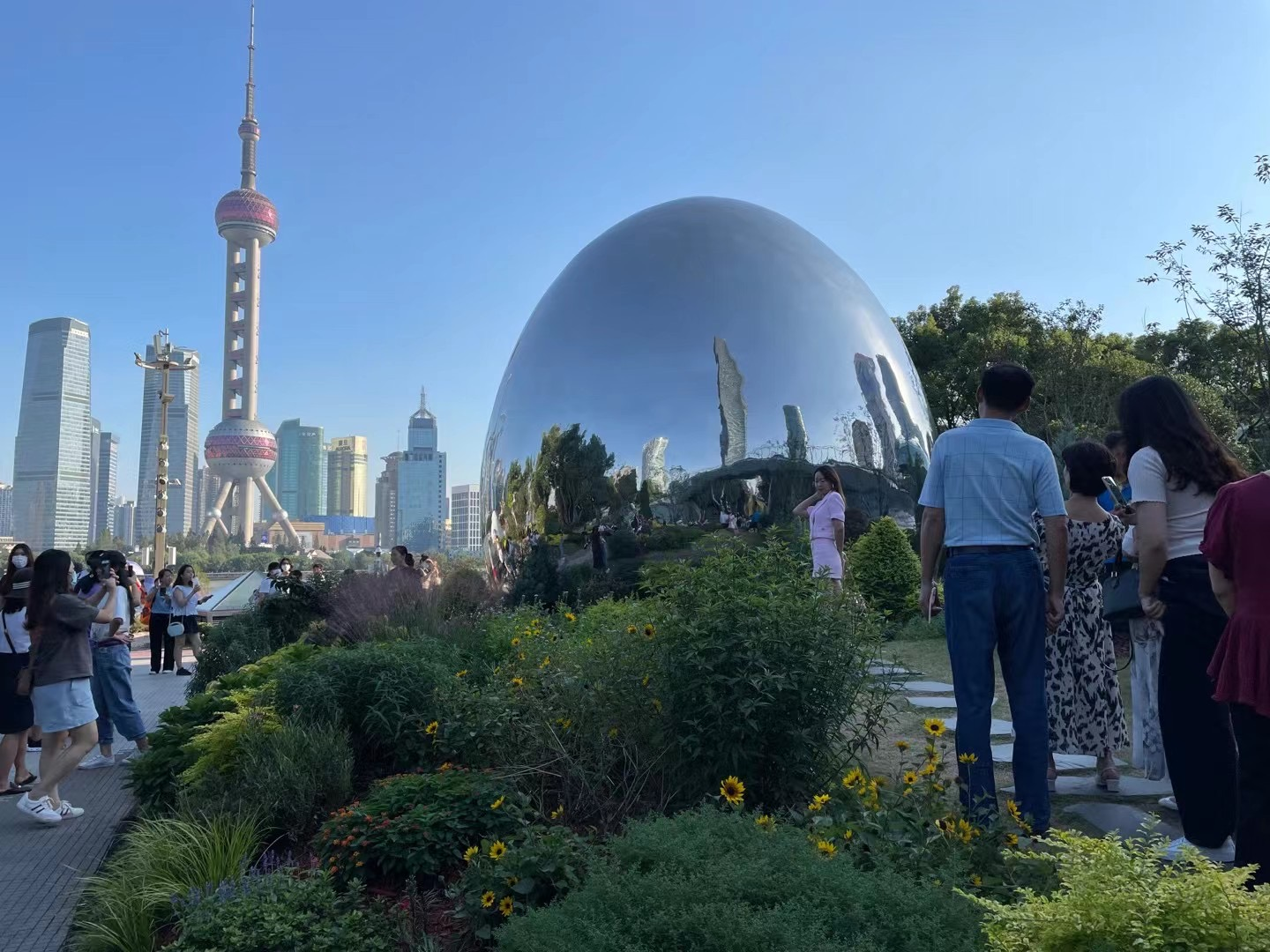
北外灘濱江綠地

北外滩滨江绿地是位於中華人民共和國上海市虹口區黃浦江以北、虹口港以東的北外灘和上海港國際客運中心區域的綠地，规划占地面积超过16万平方米，共分為国客段、置阳段、汇山段等部分。其中置阳段率先建成。国客段占地面积為6.4万平方米，黃浦江岸线长约880米，於2012年7月16日開放。